# Al Castellana
Al Castellana, pseudonimo di Alessandro Castellana (Trieste, 9 settembre 1964), è un cantautore e produttore discografico italiano.
Negli anni ha saputo collaborare con produzioni importantissime nella storia della black music italiana e dell'hip hop, a partire dalla sua presenza in 107 elementi di Neffa nel 1998 e la colonna sonora di Torino Boys l'anno precedente. Ispirato dalla musica dei Graham Central Station, Sly e Tower of Power, ha dato un contributo non indifferente alla crescita dell'hip hop italiano da lui arricchito con le sue venature Funk e Soul.

## Biografia

### Esordio e Soul Combo
Proveniente da Trieste, si fa notare al grande pubblico verso la fine degli anni 90 collaborando e cantando per artisti italiani come Neffa, Fabri Fibra e Sottotono. Con Neffa, in particolare, inizia una lunga collaborazione che lo porta all'uscita del suo primo album solista Niente di nuovo, coprodotto dallo stesso.
Negli anni successivi Al Castellana fonda il team Soul Combo, con cui curerà la produzione di molti artisti come Patty Pravo, Alan Sorrenti e Tormento.

### Soulville
Nel 2006 aderisce all'etichetta indipendente Soulville, partecipando al primo lavoro ufficiale della label la compilation Soulvillians, e con cui pubblicherà nel 2007 il suo secondo album solista Supafunkitsch!. Nel 2008 partecipa alla compilation Funk in Italia, con il brano Resto con te, e nel 2010 alla compilation L'anthologia Funk, con il brano Nonostante tutto.
A fine 2011 esce il suo terzo album solista Funk Me to the Moon, il suo primo album in inglese, che ottiene il 1º posto nelle classifiche Soul/Rn'b italiane e ottimi riscontri di critica all'estero. L'album viene successivamente distribuito in Giappone dove viene celebrato come Best Blue Eyed Soul Album dell'anno, mentre in Inghilterra ottiene il 3º posto nella Independent Soul Chart.

### Lademoto Records
Nel 2012 fonda, con il socio Daniele "Speed" Dibiaggio, l'etichetta discografica indipendente Lademoto Records con la quale si propone di produrre musica di qualità in ambito Soul, Jazz, Funk, R&B, Hip Hop e con la quale pubblicherà a novembre 2013 il suo quarto album solista Outside My Window, anticipato dal singolo Lucky man inserito nella compilation So Soulful Collection, una raccolta dei migliori artisti indipendenti internazionali in ambito Soul/ Rnb,la compilation ottiene il riconoscimento di Miglior Raccolta Soul/Rnb dell'anno 2013 per il prestigioso sito web Soultracks.com e il 2ºposto nella UK Soul Chart) L'album viene distribuito in diversi paesi tra cui UK,JAPAN,ITALY,US etc.ottenendo un lusinghiero gradimento del pubblico, della critica e di vendita, raggiungendo il nº8 nella UK Soul Chart e un "Honorable Mention" nella classifica dei migliori Albums Soul Rnb 2013 per il sito web "Soultracks.com. I due singoli che supportano il progetto (Lucky Man e Still the Same) vengono in seguito Remixati dal team di produzione inglese "SoulTalk" e riuniti in un 45 rpm in Vinile, che viene distribuito da "StreetSoulRecords" in Uk, Japan etc. Successivamente inserito nella compilation "Smooth Winter Soul" della Tgee Records, curata dal produttore e Dj Tom Glide.
Nel 2013 è uscito anche l'album Al Castellana & the Soul Combo per la label giapponese BBQ Records, che riunisce il meglio dei suoi ultimi lavori Funk Me to the Moon e Bless the Ladies.
Nel 2013 inoltre scrive e canta con Fabri Fibra il brano Che tempi inserito nel nuovo album Guerra e pace.
Nel marzo 2015 pubblica il brano I Wanna Be By Your Side, cantato in duetto con la cantante inglese Bashiyra, che raggiunge il 5º posto nella UK Soul chart e nel giugno dello stesso anno partecipa alla compilation The So Soulful Collection Vol.2 con il brano Be mine che anticipa l'uscita del suo nuovo album prevista per settembre/ottobre 2015, la compilation ottiene un notevole successo e vari riconoscimenti dalla critica internazionale scalando le classifiche Soul R'n'b in UK, USA etc.
Il 16 aprile 2016 pubblica il suo quinto album Souleidoscopic Luv, preceduto dall'uscita del singolo dal singolo A Man Like Me. L'album raggiunge la posizione numero 1 della UK Soul Chart nel luglio 2016 e rimane per oltre 4 mesi in classifica ottenendo riconoscimenti e ottime recensioni dalla critica internazionale oltre che un buon successo di vendite.
Nel 2021 esce il suo sesto album The Right Place To Be.
Successivamente escono i brani Il Mio Giorno Migliore feat. Tormento e Il Lungo Viaggio feat. Ghemon (2022) 
Nel 2022 inoltre collabora all'album di Deda "House Party" con la traccia Non Sei Tu.
Nel 2023 esce il singolo Mai feat. Tormento 

## Discografia

### Album in studio
- 2000 – Niente di nuovo
- 2007 – Supafunkitsch!
- 2011 – Funk Me to the Moon
- 2013 – Al Castellana & Soul Combo[6] (Japan edition)
- 2013 –  Outside My Window
- 2016 –  Souleidoscopic Luv
- 2021 –  The Right Place to Be

### Singoli
- 2015 - I Wanna Be By Your Side (Feat. Bashiyra)
- 2017 - Play On
- 2022 - Il Lungo Viaggio  (Feat. Ghemon)
- 2022 - Il Mio Giorno Migliore (Feat. Tormento)
- 2023 - Mai (Feat. Tormento)

### Collaborazioni
- 1997 - Neffa - Navigherò la notte
- 1998 - Neffa - Non tradire mai
- 1998 - Neffa - Vento freddo
- 1999 - Neffa - Stare al mondo
- 2001 - Neffa - Andare avanti
- 2001 - Basley Click - Non capisco
- 2001 - Sottotono - Solo noi
- 2002 - Fabri Fibra - Come te
- 2003 - Gianni Coletti - Love To Be Free
- 2004 - DLH Posse - Cerchio di stelle
- 2006 - Giuann Shadai - Solo Una Notte
- 2006 - Tormento - Stanotte
- 2006 - Tormento - No xè pensieri
- 2007 - Ghemon - Penso a te
- 2007 - Tormento - Resta qui
- 2008 - Mole - Una Canzone Per Te
- 2008 - Tony Fine e Sir Donuts - Resta Con Donuts
- 2008 - Cayam - Menta peperita
- 2009 - Ghemon - Goccia a goccia
- 2009 - Lefty - Se solo sapessi
- 2010 - Bq:Ram - Sweet J
- 2010 - Bq:Ram - Mrs. Minnie
- 2010 - Daniele Vit - Mai
- 2011 - Lefty & Tormento - Gold and shit
- 2011 - Hoosh - Stars in the city
- 2011 - Fabri Fibra - Prima Che Sia Domani
- 2011 - Piratiello - Tutto acquista un senso
- 2013 - Fabri Fibra - Che tempi
- 2013 - Soul Combo - Bless The Ladies[7]
- 2019 - Fabri Fibra - Il Tempo Vola 2002-2020
- 2022 - Thesoultrend Orchestra - Act Like You Know
- 2022 - Deda - Non sei tu